# Centropen
Centropen as — акціонерна чеська компанія з виробництва канцелярських товарів у м. Дачиці. Виробництво засноване в 1940, але в 1948 компанія націоналізована і увійшла до складу більшого чеського виробника канцтоварів Koh-i-Noor.
В окреме підприємство виробництво було виділено лише після Оксамитової революції через 40 років.
З 1989 належала державі, а з 1992 перейшла в приватні руки.